# Галімжан Ібрагімов
Галімжан Гірфанович Ібрагімов (тат. Галимҗàн Гыйрфàн улы Ибраһѝмов, Галимҗан Ибраһимов; нар. 28 лютого (12 березня) 1887, Султанмуратово, Стерлетамакський повіт, Уфимська губернія, Російська імперія — 21 січня 1938, Казань, ТАССР, СРСР) — класик татарської літератури, письменник, вчений, історик, громадський та політичний діяч. Герой праці (1932).

## Життєвий шлях
Галімжан Ібрагімов народився 12 березня 1887 року в татарському селі Султанморатово Стерлетамацького району (нині Аургазинський район) Уфимської губернії. Спочатку Галімжан здобував освіту у рідному селі, а також відвідував російську школу 3-го класу. У 1898 році його батько відвізз алімжана вта ого брата в медресе в Оренбург. Під впливом хвиль революції 1905 року учнів, незадоволених старим порядком, та Галімджана вигнали з медресе.

### Медресе Галія
Пізніше він поїхав до Уфи і вступив до медресе Галія. Саме в цей час розпочалася його літературна кар'єра. У 1907 році було опубліковано його перше оповідання «Вигнання учня Закі з Медресе». Залишивши Галію, Галімжан Ібрагімов відвідав Астрахань, поїхав на Урал, поїхав до козацьких степів і почав навчати дітей.

### Казань
ібрагімов приїхав до Казані в 1909 році для подальшого навчання та літературної діяльності. Однак молоді татарські письменники, які вважались політично ненадійними, не мали доступу до вищої освіти. У цей перший період свого життя в Казані (1909–1912) діяльність Ібрагімова активізується. У своїй дореволюційній праці він розповідав свої романтичні історії («Початок весни», «На морі», «Сто років тому», «Любов і процвітання», «Пекельний вогонь», «Злодійська мула») і написав роман «Молоді серця» (1912).
Галімжан Ібрагімов поширює свою діяльність у галузі літературної критики та публіцистики. У своїх статтях він порушує різні актуальні проблеми, пов'язані з розвитком татарської літератури, розвитком певних жанрів, татарською пресою загалом, мистецтвом, національним театром, літературною мовою, історією та прагне вирішити їх на основі сучасних ідей та естетики.

### Революційна робота
Наприкінці 1912 року Ібрагімов виїхав з Казані до Києва і прожив там близько семи місяців, навчаючись в університеті як вільний слухач і навчаючи дітей, водночас активно беручи участь у роботі секретних організацій студентів-мусульман Києва. За участь у ній він був заарештований у квітні 1913 року. Того літа він був звільнений з в'язниці і жив під наглядом поліції до лютневої революції 1917 року.
З осені 1913 року Галімжан Ібрагімов працював у часописі «Ан» у Казані. Він знову виїхав до Києва в лютому 1914 року. З осені 1915 року до Лютневої революції 1917 року Галімжан Ібрагімов працював викладачем у медресе Галія.
У дні Лютневої революції 1917 року Г. Ібрагімов, присвячує свою викладацьку діяльність в медресе Галія, відкладаючи свою письменницьку діяльність, віддає всю свою енергію щоденній пресі та соціальній роботі.
У березні того ж року він разом зі своїм колегою-вчителем з Галії Фатіхом Сайфі-Казанлі почав видавати ліву газету «Свобода» в Уфі, захищаючи інтереси жителів села та просуваючи ідею землі і свободи.
У вересні того ж року газета спільно з газетою солдатів-мусульман «Бажання солдата» продовжувалась під назвою «Наш шлях». Її головним редактором також був Г. Ібрагімов. На додаток до своєї роботи в газеті, проводив революційні роз'яснювальні бесіди серед сільських фермерів, робітників, солдатів і студентів медресе, виступав на мітингах, визначав подальші шляхи розвитку турецько-татарських народів у Росії, визначав та вирішував питання Національної державності у Москві в 1917 році. Брав участь у двох Всеросійських з'їздах мусульман, зібраних у Казані.
Навіть після приходу до влади більшовиків він висловився на підтримку ідеї місцевої автономії (територіальної автономії) для татар на засіданнях Меджлісу Міллет, що скликалися в Уфі 20 листопада. Він також брав активну участь у виборчій кампанії до Всеросійських установчих зборів (Народних зборів), де його обирали делегатом від імені татар Уфимської губернії та членом Всеросійського центрального виконавчого комітету.
Ібрагімов — один з найвідоміших діячів татарського національного руху 1917-1920 рр. Історик Ільнар Гаріфуллін стверджує, що саме Галімджана Ібрагімова можна вважати головним ідеологом створення Штату Ідель-Урал.

### Постреволюційна діяльність
Через кілька місяців після революції життя і громадська діяльність Ібрагімова була пов'язана з містами Петроградом та Москвою. Після розпуску Установчих зборів він працював у Центральному мусульманському комісаріаті радянського уряду при Народному комісаріаті націй, став одним із заступників голови комісара Мулланура Вахітова, був редактором татарськомовної газети «Чульпан» під егідою Комісаріату. Захворів Ібрагімов восени 1918 року, був госпіталізований і змушений повернутися до Казані в середині жовтня того ж року.

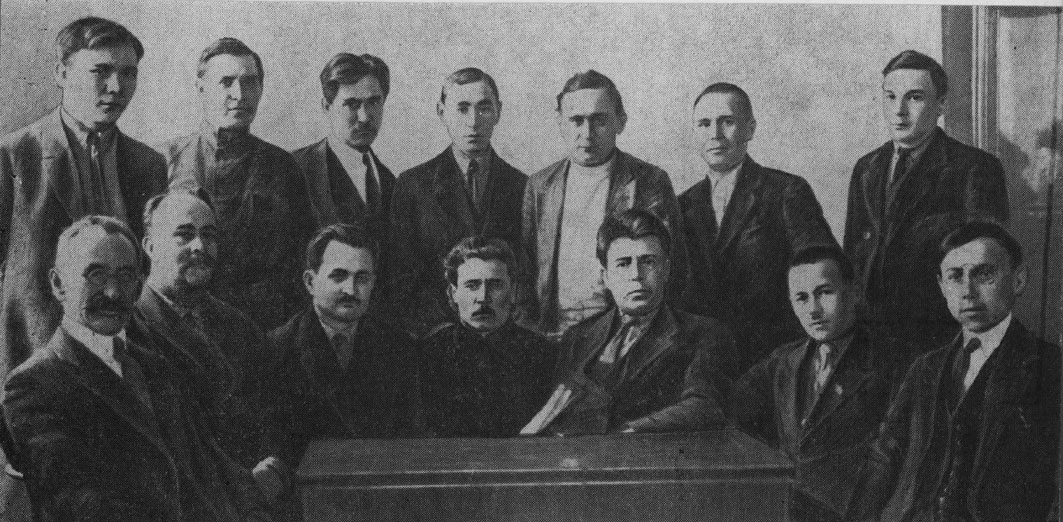
Галімжан Ібрагімов — серед письменників, журналістів та науковців. 1925—1926

Після закінчення громадянської війни та складого мирного будівництва в країні Г. Ібрагімов відроджує свої літературні та наукові праці, які тимчасово відклав під час революції. З перших днів створення Автономної Республіки Татарстан до 1927 року він працював на передовій соціально-культурного життя та літературного руху в республіці, заснувавши та організувавши татарську радянську пресу, будуючи нову систему освіти, у розробці та розвитку нових національних кадрів, стає найвидатнішим із осіб, які тісно брали участь у практичному вирішенні проблем, пристосовуючи свої проблеми до нових умов життя.

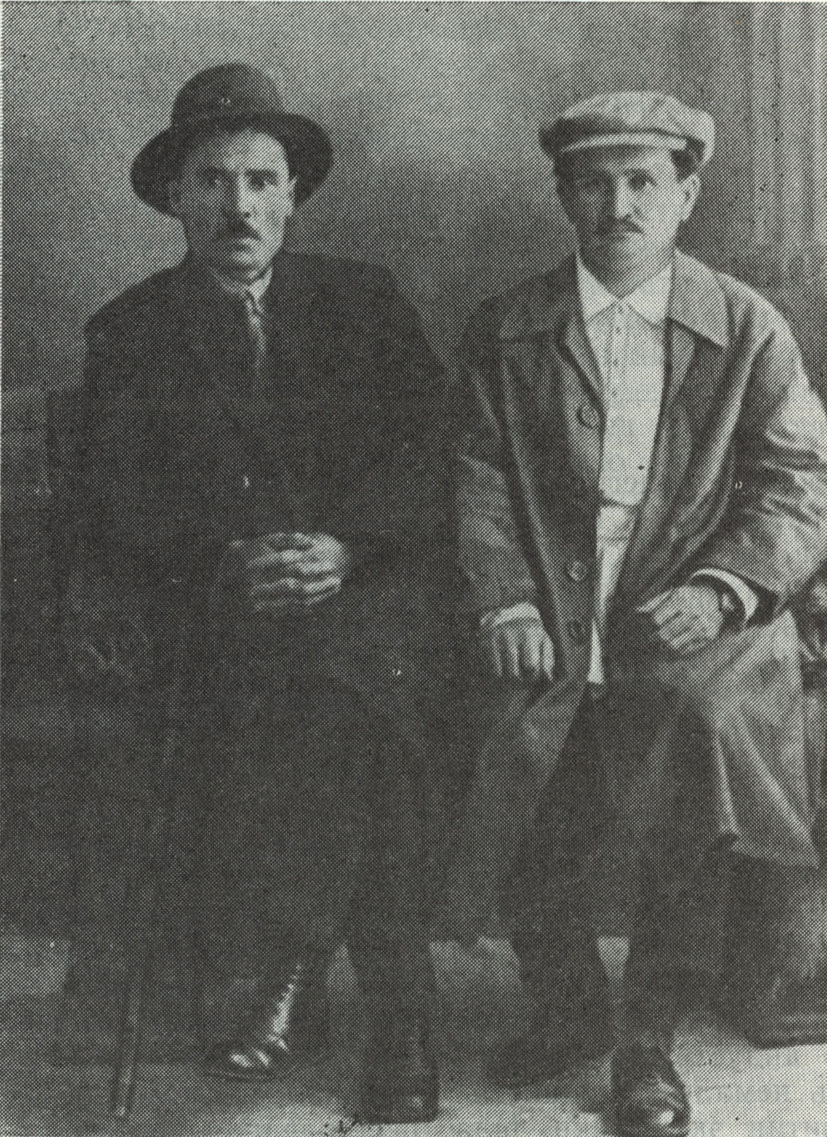
Галімжан Ібрагімов і Шахід Ахмадієв перебувають в Ялті. 1928 рік.

Як письменник, Ібрагімов був одним з перших татарських письменників цього періоду, який здійснив революцію у своїх творах, описав події громадянської війни (драма «Нові люди», 1920; повість «Червоні квіти», 1921), картини гострої боротьби в селі та місті на початку двадцятих років («Глибокі корені») роман, 1926). У ці ж роки закінчив роман «Казахська дівчина» (1923), який чудово втілює життєві сцени, сімейні та родинні стосунки, звичаї та ритуали кінця ХІХ- початку ХХ століть казахського народу; роман «Наші люди» (1923), в якому описані шокуючі сцени голодових трагедій в Поволжі на початку ХХ століття, і роман «Що не бачить татарка», який був раніше написаний, також підніс новий рівень мистецтва до високого художнього рівня. Галімжан Ібрагімов докладає зусиль для написання наукових праць про революційні рухи, мову, літературу та історію освіти серед татар. Його твори, такі як «Великий революціонер сходу Мулланур Вахітов» (1919), «Революційні рухи серед татар» (1925), «Урал» та «Уралісти» (1927), «Як піде татарська культура» (1927), Каюм Насирі, Шігабутдін Марджані про його статті про соціальний розвиток в Татарстані, як такі що позитивно впливають на розвиток соціальних та гуманітарних наук. Ібрагімов стає відомим на всю країну, і багато наукових товариств обирають його почесним та дійсним членом. У 1928 році він був обраний дійсним членом Всеросійської академії мистецтв.
З 1927 року Галіжман Ібрагімов змушений постійно жити в Криму через загострення захворювання легенів. Незважаючи на те, що його хвороба з часом ускладнюється, він намагається продовжувати свою літературну та наукову діяльність: пише другу та третю частини роману «Наші дні» та завершує свою основну роботу «Закони літератури».
У 1932 році Рішенням Президії Всеросійського центрального виконавчого комітету Рад йому було присвоєно почесне звання «Герой праці». Його літературні твори перекладено російською та іншими національними мовами, а письменники старшого покоління тюркських народів визнають його своїм літературним наставником.

### В останні роки
Останні десять років життя він прововів у Ялті. .
29 серпня 1937 року Ібрагімов був заарештований у житловому будинку в Ялті, доставлений до Казані у важкому стані і ув'язнений у міській в'язниці Платан. Його звинувачували у створенні контрреволюційної організації Троцького та підготовці нападу на Сталіна та радянсько-партійне керівництво. Однак «справа» не надходила до судового розгляду, і його хвороба легенів, яка досягла апогею в тюремних умовах, призвела до його смерті 21 січня 1938 року у тюремній лікарні. Вважається, що поховання відбулося на християнському цвинтарі в Казані, який називається Архангел. Потім встановили пам'ятник письменнику після його смерті.
Великий рукописний архів і приватна бібліотека, які були захоплені чекістами під час арешту зникли в НКВД підвалах. 24 вересня 1955 року ім'я Галіжмана Ібрагімова було виправдано.

## Особисте життя
Незважаючи на важкі 20-ті роки, на канікулах студенти організовували зустрічі, зустрічі з науковцями та різноманітні вечірки. На одній із таких вечірок Гульсем Мухамедова зустрічає Галімжана Ібрагімова, свого майбутнього чоловіка. А в середині літа 1923 року вони одружилися.
Незабаром уряд Татарстану надав родині чотири- або п'ятикімнатну квартиру на вулиці Комлєва. «У 1924 році ми переїхали в новий будинок. Коли у нас були гроші, ми придбали меблі та посуд», — писала згодом Гульсем Мухамедова.
Цей будинок свідчить про їх велику радість — 5 листопада 1926 року у них народився син Рустам. «Галіжман, здавалося, з нетерпінням чекав свого сина. Іноді він спирався ліктями на край дитячої колиски і дуже довго дивився на нього, кажучи: Ви дивитесь йому в очі, а він дивиться на вас, ніби намагається щось зрозуміти! Схоже на розумного хлопця, яким він виросте. Форма його голови моя, і ніс — як у мене. А його очі … синіші за твої очі!»

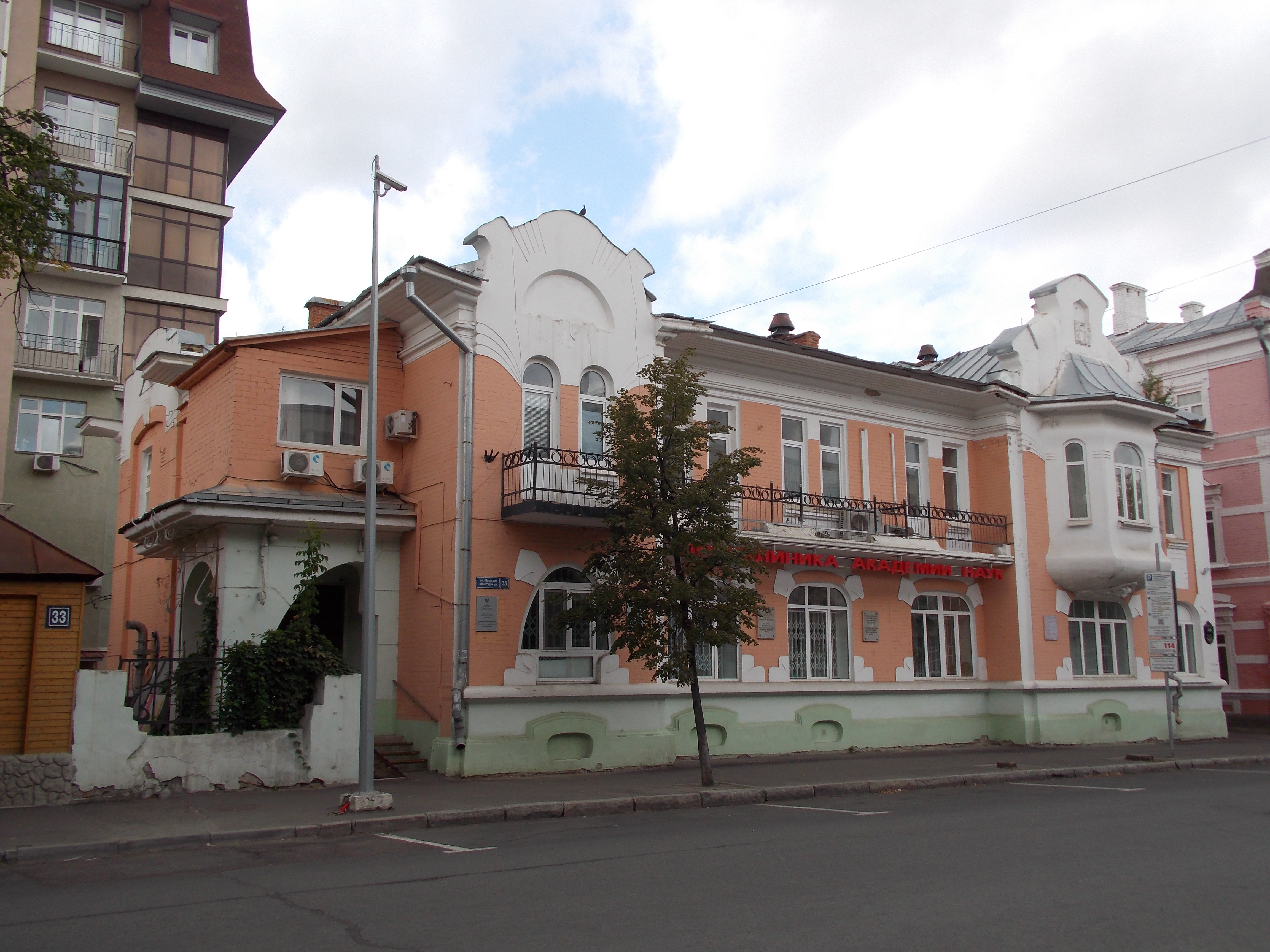
Будинок Галімжана Ібрагімова в 1924—1927 роках. Татарстан, Казань, вулиця Муштарі (колишня Комлєва), 33

Але щасливе сімейне життя Галімжана Ібрагімова незабаром почало набирати трагічного повороту. Не минуло й чотирьох років після того, як вони почали жити разом, дружина сильно захворіла. До цієї трагедії додається друга трагедія — єдина дитина віком до п'яти років — Рустам, раптово захворів і помер. Також важко уявити, який шок пережили Галімжан Ібрагімов та Гюльсем, які були щасливі, коли народився Рустам. Галімжан, який почав дещо одужувати після складних операцій як засіб «приборкання» захворювання легенів і почав писати другу частину роману «Наші дні», знову піднімається. Для Гюльсем, яка пеежила одразу дві печалі своїм молодим серцем, пастка життя також зникла, до тих днів проходить ще близько двох років. Ібрагімов знову зміг встати на ноги і продовжити свою творчу справу.

## Творчість

### Літературна творчість письменника до 1917 року
Ібрагімов у своїх перших оповіданнях прагне підняти важливі проблеми для розвитку суспільства, створити образи індивідів, які виступають проти несправедливості татарського світу, старого порядку. Учень Закі (історія про вигнання учня Закі з медресе, 1907 рік) виступає проти старих методів навчання, регулярності в медресе. У повісті «Чого не бачить татарська жінка» (1910) Гулбану виступає за права жінок.
Літературну творчість поета до 1917 року слід розділити на дві частини. Перша включає 1907—1912 роки. У цей період письменник зростав в основному в романтичному напрямку, заснованому на його творчих засадах. Його творчість характеризується неприйняттям старого життя, романтичною боротьбою з несправедливістю та прагненням до свободи.
Оповідання, написані поетом у ті роки («Початок весни», «У морі», «Любов і достаток», «Пекло з вогнем» та ін.), дають образи людини, яка не погоджується з реальним життям . Але герої письменника досі не шукають шляхів зміни цього життя, соціально-політичного порядку від самої реальності. У реальному житті вони стикаються зі світом романтичних мрій, культом краси та любові. З точки зору художнього розвитку ці твори Ібрагімова вирізняються багатством засобів зображення, психологічною глибиною та майстерністю зображення природних явищ. Поет прагне створити потужні образи, висловлюючи їх невдоволення суспільно-політичною ситуацією та історичною долею татарського народу. Його герої прагнуть до звільнення з вузьких меж колоніального життя, до національного визволення, до духовної свободи.
Головний герой історії на морі: "Я хочу жити, жити тисячу, мільйон років. Але я хочу жити іншим життям, прекрасним, святим, великим життям, а не нещасним життям тіла, яке було раніше ".
Зображуючи духовний світ романтичного героя, Ібрагімов продемонстрував яскравий рух людських переживань, боротьбу емоцій. Він збагатив татарську прозу ліричною психологією, новими методами зображення та сильним характером.
У травні 1912 року Ібрагімов завершив свою першу велику роботу «Молоді серця» і опублікував її на початку 1913 року.

### Літературна творчість радянських часів
Першим твором, написаним поетом за радянських часів, стала драма «Нові люди». У ній зображені події громадянської війни — власний досвід письменника мовою Олександра Колчака. В основі вистави — образи Червоного Батирхана та сільського вчителя Камара.
Авторські ідейно-естетичні пошуки в цьому напрямку продовжуються в повісті «Червоні квіти» (1922). Цей твір змальовує трагічні долі п'яти юнаків, які народились і виросли в одному з татарських сіл вздовж Білої річки під час революцій 1917 року, Громадянської війни, а потім і трагедії.
Яскравим прикладом є історія Альмачуара, написана в 1922 році. У цій роботі Галіжман Ібрагімов створив прекрасний образ Закіра, люблячого коней селянського хлопчика, в якому показав його характер, його багатий внутрішній світ, його переживання.
За радянських часів творчий метод Ібрагімова, принципи створення персонажів, розвиваються на реалістичній основі. Особливої уваги серед них заслуговує той факт, що дії героїв подаються у зв'язку із законами життя. Водночас традиції романтизму також зберігаються і розвиваються у творчій практиці письменника.

## Пам'ять
Вшанування пам'яті у 1996 році урядом Аургазинського району Республіки Баркортостан.
- У 1967 році ім'я Галімжана Ібрагімова було присвоєно Інституту мови, літератури та мистецтва Казанського відділення АН СРСР[11].
- У Казані є проспек імені Галімжана Ібрагімова.
- У 1987 році в рідному селі письменника було відкрито музей.
- У Казані працює татарська гімназія № 17 Галімжана Ібрагімова.
- Бульвар Ібрагімова простягається через місто в Уфі.
- Художник Ханіф Хабібрахманов зробив барельєф Ібрагімова[12].
- 24 березня в Уфі відбулася науково-практична конференція «Спадщина Галімжана Ібрагімова», присвячена 100-річчю заснування Башкирії. Конференція присвячена спадщині Галімжана Ібрагімова, письменника, вченого, громадського та політичного діяча, лідера російського федералізму та вагомого діяча внеску в організацію двох республік — Башкирії та Татарстану.
- У 1996 році премія Галімжана Ібрагімова була заснована адміністрацією Аургазинського району БР[13].